# Redeemer
Redeemer to drugi album studyjny Machinae Supremacy.
Zawiera on kilka utworów inspirowanych motywami z albumu Jets’n’Guns Soundtrack, choć niektóre źródła twierdzą, że jest odwrotnie, pomimo że Jets’n’Guns Soundtrack powstał wcześniej.

## Listy utworów
Opracowano na podstawie materiału źródłowego.

### Retail edition
Data Wydania: 8 listopada 2006
1. "Elite" – 4:23
2. "Through the Looking Glass" – 5:07
3. "Rogue World Asylum" – 4:10
4. "Rise" (inspirowany Lava Trouble Bubble) – 5:30
5. "I Know the Reaper" – 4:34
6. "Hate" – 4:13
7. "Ghost (Beneath the Surface)" – 5:11
8. "Seventeen" – 3:42
9. "Ronin" – 5:13
10. "Oki Kuma's Adventure" – 5:23
11. "Reanimator (March of the Undead part III)" (inspirowany Futuremachine) – 5:02

### Underground Edition
Data Wydania: 18 marca 2006
1. "Elite" – 4:24
2. "Rise" (inspirowany Lava Trouble Bubble) – 5:32
3. "Fury" – 5:06
4. "Ronin" – 4:17
5. "Kaori Stomp" – 4:17
6. "Hate" – 4:12
7. "I Know the Reaper" – 4:35
8. "Seventeen" – 3:45
9. "The Cavern of Lost Time" – 0:34
10. "Rogue World Asylum" – 4:13
11. "Through the Looking Glass" – 5:10
12. "Oki Kuma's Adventure" – 5:12
13. "Reanimator (March of the Undead part III)" (inspirowany Futuremachine) – 5:00
14. "Prelude to Empire" – 1:37
15. "Empire" (inspirowany Dududub Dududum oraz Machinaeguns) – 6:51